# 宮沢トシ
宮沢 トシ（みやざわ トシ、旧字体：宮澤 トシ、1898年（明治31年）11月5日 - 1922年（大正11年）11月27日）は、明治時代から大正時代にかけての日本の女性。詩人・童話作家の宮沢賢治の妹。

## 概要
宮沢賢治の妹で、彼の理解者の一人であった。日本女子大学校（当時は旧制女子専門学校の扱い）を首席で卒業後、岩手県立花巻高等女学校（現・岩手県立花巻南高等学校）で教員を務めていたが、結核により満24歳で死去した。
彼女の臨終の模様は『永訣の朝』等の賢治の詩に描写され、またその死去は賢治の創作活動に大きな影響を与えたとされる。
なお、名前の「トシ」は戸籍名であるが、賢治の創作や書簡においては「とし子」「敏」といった表記も用いられている。

## 生涯

### 花巻高等女学校時代まで

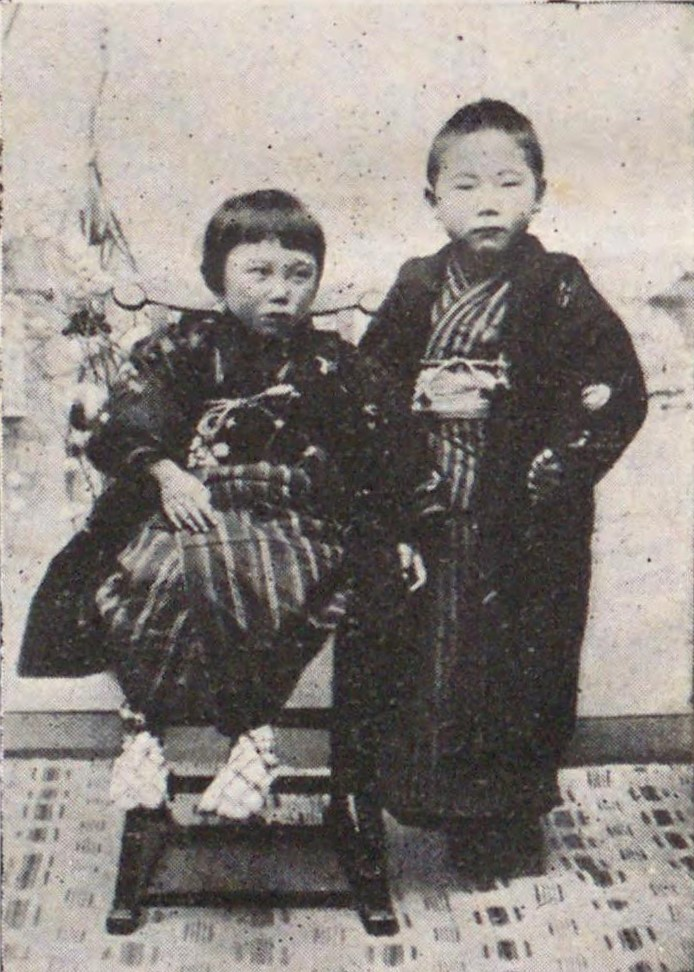
1902年の小正月、3歳のトシ（左）と5歳の賢治（右）

1898年11月5日、父・宮沢政次郎と母・イチとの間に宮沢家の長女として、2歳離れた長男の賢治の次に誕生した。トシの下には妹・シゲ（1901年生）、弟・清六（1904年生）、妹・クニ（1907年生）が生まれている。宮沢家は岩手県稗貫郡花巻川口町（現・花巻市豊沢町）にあった。
賢治とは2歳違いのすぐ下の妹であったことから、きょうだいの中では最も親しかった。賢治5歳・トシ3歳の小正月に写された二人の写真（叔父が撮影）が現存している（本ページ掲載）。当時宮沢家は浄土真宗に帰依していた。父の政次郎は篤信家として花巻仏教会などの幹事を務め、暁烏敏らを講師に迎えた大沢温泉での夏季仏教講習会を開催していたが、トシも子供の頃に賢治とともに講習会に参加していたことが写真に残されている。
1905年に花巻川口町立花巻川口尋常小学校に入学。成績は優秀で4年生では「模範生」に選ばれた。
1911年、開校したばかりの花巻高等女学校に進学する。トシは高等女学校の「最初の1年生」であったが、開校に際して2年に編入する生徒を同時に募集したことから、二回生であった。1年生の9月に在籍するクラスで最初の級長に任命されて卒業まで続け、成績も全教科の平均で卒業まで全学期学年のトップであった。3年生時の「学年級会」では「開会ノ辞」を読み、オルガン演奏を披露した。1914年（大正3年）3月の一回生の卒業式では送辞を読んだ。
4年生に進級後の5月、東京への修学旅行（3年生と合同）に参加する。この旅行では上野で開催中の大正博覧会をはじめ、上野にある諸施設や日比谷公園、浅草など多くの名所を回っているが、特に東京音楽学校では演奏を鑑賞する機会があり、多くの生徒に感銘を与えたことが学校の「教務日誌」に記されている。さらにこの訪問が契機となり、7月には音楽学校教授弘田竜太郎が来訪して2日間の「音楽練習会」が開催され、やはり生徒を感動させた。この練習会では弘田およびこの年春に東京音楽学校を卒業した高等女学校の音楽教員・鈴木竹松が演奏を披露している。これらのイベントで学校内で音楽への関心が高まる中、トシは4年生の初め頃から鈴木に課外でヴァイオリンの講習を受けていたとされる。やがて、トシは鈴木に好意を抱くようになるが、鈴木の関心が他の女生徒にあると気付いたことを後述の『自省録』に記している。この艶聞は何らかの事情で周囲に漏れ、『自省録』の表現では「衆人の非難冷笑の眼」「誹謗の矢」を受けることとなった。卒業を目前に控えた1915年3月に地元紙『岩手民報』紙上に「音楽教師と二美人の初恋」と題して、人物の名前を変えたゴシップ記事が3日間にわたって掲載される。記事ではトシを連想させる生徒の「財産家」の親を揶揄する表現もあり、トシは『自省録』で記事に家族が心痛したことを記している。直後の卒業式では総代として答辞を読んだ。

### 日本女子大学校時代
1915年4月にトシは東京の日本女子大学校家政学部予科1年生となり、学生寮「責善寮」で寄宿生活に入った。この進学は、父の女子教育への理解や在学中の叔母の勧誘に加え、前記の恋愛事件でトシが「この苦しい学校と郷里からのがれ度い」（『自省録』）という意思を抱いたこととの関連も指摘されている（妹2人は高等女学校が最終学歴だった）。後述する近角常観宛の手紙（1915年5月29日付）には「とにかくあらゆる心配苦労を親にかけ、親を涙させるような事をして、三月の末、或る意味の敗北者として、故郷を離れ、のがれて参りました」という記述がある。
入学直後の1915年4月には、父から紹介された浄土真宗僧侶の近角常観に、「将来に対する希望を持てない」という倦怠感の悩みを伝える手紙を送って面会し、5月29日には面談や読書（近角の著書）を経てもなお悩みを脱しきれないことを改めて近角に書き送った。後者の手紙で予告した5月30日にトシは近角の元に赴いたと推測されるが、以降の訪問の記録はない。一方で、トシは日本女子大学校創立者の成瀬仁蔵が伝える理念に共鳴していった。
当時の日本女子大学校では、成瀬自身が講義する「実践倫理」の科目が年間を通じた全学年の必修とされ、寮生活などで瞑想・黙想する時間が設けられていた。成瀬はクリスチャンではあったが、単一の宗教宗派に依存せず、すべての宗教の「其の元に存するところの生命」「宇宙の意志（精神）」を学生に伝える教育を実施していた。トシは『自省録』において、在学中を含む「此の四五年来私にとって一番根本な生活のバネとなったものは『信仰を求める』と云ふ事であつた」と記し、成瀬による教育方針に感化を受けていたことが指摘されている。
1916年、家政学部本科1年となったときに各学生が決意を言葉で示す「宣誓式」で、トシは「真実為勇進」（真実の為の勇進）という文字を記した。この年7月、来日したインドの詩人ラビンドラナート・タゴールを成瀬が日本女子大学校に招いて講演会を開き、トシもそれに参加したと推測されている。また、病床にあった祖父・喜助に対して、「死後の魂」の存在とそのためにいかに生きるべきかを説く内容の手紙を送っている。1916年12月に学校に提出した「自己調書」には「徹底せずとは云え、信念生活を考え、行わんとすることによりて、利己主義、又、怯懦なる習慣は改められつつあり」という記述（原文はカタカナ・歴史的仮名遣い）が見られる。3年生の1917年9月に喜助が死去し、トシは「我を忘れて亡き祖父の為にたとへ片時でも祈る事の出来た事は実に幸福であった」「人生の問題の最も大きな一つたる死にまのあたり逢った思いがし、真剣になる事が出来た」と記した。
4年生となった1918年には6月頃に呼吸器系の疾患で休養していたことが手紙よりうかがわれる。その後健康を回復して、軽井沢で毎年最高学年を対象に開かれていた日本女子大学校の夏期寮（成瀬自身も参加。成瀬の参加はこの年が最後となる）を受講。1学期には寮の「主婦」（寮全体の生活を統括する係）も務めている。11月には流行中のスペインかぜに罹患したが、4日ほどの休養で全快したと手紙に記している。この時期、賢治に送った手紙（現存する唯一の賢治宛書簡）には、卒業論文の相談や「天職」を見出したいといった将来についての意見が見られる。年末年始は帰省せずに勉強する希望を持っていたが父から帰省を申しつけられた矢先、12月20日に東京帝国大学医科大学附属医院分院（通称：永楽病院）に入院する。母のイチと賢治が看病のために上京し、賢治は翌年3月まで下宿しながら看病をした。主治医は二木謙三だった。病状は当初チフスが疑われたが、実際には風邪もしくは肺炎であった。3月3日に母と賢治、叔母に付き添われて花巻の実家に帰郷する。入学以来トップの成績を維持したことが評価されて見込点で卒業が認められた。卒業証書は寮監が3月29日に花巻まで持参した。

### 死去まで
帰郷後は自宅で療養生活を送る。夏に西鉛温泉で家族と共に保養した際には、賢治の短歌を清書している。
1920年1月下旬から2月9日まで、『自省録』を綴る。その内容は高等女学校卒業前の恋愛事件から執筆当時までを振り返るもので、「新たに生れ変りたい」という意識がその発端であると記している。この『自省録』が書かれた背景について、山根知子は、母校である高等女学校への就職の話が出始め、まだ在学当時の事件を知る人間がいる状況で、事件に向き合い精神的に決着を付ける必要があると感じたのではないかという旨の推論を述べている。3月に、日本女子大学校の同窓生に近いうちに上京できそうだと伝えたが、実現しなかった。7月には盛岡市川原町（現・南大通3丁目）の円光寺（当時、清六といとこが下宿）に寄宿して洋服の講習を受けた。
1920年9月下旬より母校で教諭心得となり、英語と家事を担当する。
1921年3月には盛岡の教会で外国人宣教師に英語を学び、4月には教員斡旋を依頼されて上京し母校の日本女子大学校を訪れた。しかし、この上京の疲労が取れずに体調を崩し、6月からは病床に伏した。この年1月に父親と宗教上の対立で出京した賢治（日蓮宗系の国柱会に入会していた）のもとには8 - 9月頃にトシの病臥が電報で伝えられ、帰郷することとなる。トシは9月に喀血した。帰郷した賢治は稗貫農学校（のち、岩手県立花巻農学校、現・岩手県立花巻農業高等学校）に教員として勤める傍ら、トシの看病に当たった。トシは1921年9月12日付で女学校を退職した。1922年7月6日には、下根子桜（現・花巻市桜町）にあった別宅に移って療養を続けた。妹のシゲの回想によると、この移転は母が看病に疲れたことが理由で、移転後はシゲと看護婦、付添人が世話をし、賢治も農学校の帰りに宿泊していた。1922年11月19日に再度豊沢町の実家に戻る。これは別宅までの食料運搬の手間や道の悪さ、寒さなどが理由だったが、実家の病室（3年前に宮沢家が買収した隣家で、雨漏りや隙間風がある上に小さな窓が高所にしかない暗い部屋だった）への嫌悪感からトシは「あっちへいくとおらぁ死ぬんちゃ。寒くて暗くて厭な家だもな」と漏らしたという。その言葉通り、8日後の夜8時半すぎにトシは死去した。
賢治の詩「青森挽歌」においては、
という、トシの臨終についての記述がある（ただし、これが文学作品である点には留意が必要）。
妹のシゲは、50年前に結核の療法はほとんどなく、滋養食も貧弱なものだったと回想している。トシの臨終当日、シゲは雪の中トシのために庭まで積雪を拾いに行く賢治に同行した。トシが死去した翌朝の夜明け、シゲは夢でトシの姿を見て泣いて目覚め、賢治は「何（な）して泣いた? としさんの夢を見たか?」と訊き、シゲは夢の中の姉を代弁して「それだって、一人で黄色な花っことるべかなって言ったっけも。」と再び泣きながら返答した。

## 人物
秀才さと相まって、真面目で淑やかな性格をしていたとされる。宮沢清六は「とても内気で、おだやかで、出しゃばらない人」と回想した。牧野静はこの清六の回想を引用しながらも、賢治の詩（「永訣の朝」他）に見られるトシに関する描写には「死に臨む、覚悟と意思の強さ」があると評している。
日本女子大学校進学後、夏休みに帰郷した際には賛美歌をきょうだいに教えて合唱したことが、清六の文章に記されている。
母校の高等女学校の教員を務めた当時は「人のためになりたい、郷土のために働きたい」という思いを抱いていたとされ、同校の後身に当たる岩手県立花巻南高等学校では、2018年に制定した「グランドデザイン」の「中長期ビジョン」にこの言葉を（トシの理念として）採用している。
弟・清六の幼い頃の記憶では、ヴァイオリンは兄の賢治から8挺の1つをもらい、弾き初めの最初は下手くそだった。8挺のヴァイオリンの別の1つは、宮沢和樹の娘（清六のひ孫に当たる）に渡り、和樹らによるファミリーコンサートの講演会に公開している。

## 賢治に与えた影響
トシが日本女子大学校、賢治が盛岡高等農林学校に進学して離れて生活した時期には、トシは週に一度は手紙を賢治に送っていたという。現存する賢治宛の手紙には自身の将来の相談に加え、賢治の将来についてその「天職」と宮沢家の方針の一致を望む内容が記されている。一方、現存する賢治からのトシ宛書簡にも、トシの学業に対する不満の訴えに答える内容のもの（1915年10月21日付）がある。トシが1915年に学校に提出した「夏期休暇中ノ体験」という課題答案には「敬愛する兄より或暗示を得た」（原文はカタカナ）という文章が見られる。このようにトシは賢治を敬愛し、親密に相談する間柄だった。
賢治の生前唯一の詩集『春と修羅』は、トシの晩年から死後にかけての時期に執筆された（各作品に日付が付され、その日付順に配列されている）。その中で1922年3月20日の日付を持つ「恋と病熱」には「妹」や「つめたい青銅（ブロンヅ）の病室で透明薔薇の火に燃される」「あいつ」が登場する。そして、トシ死去の日付を持つ3つの作品（「永訣の朝」「松の針」「無声慟哭」）でその臨終に至る模様が描かれた。トシが死去した直後、賢治は押し入れに頭を入れて「とし子、とし子」と号泣し、乱れた髪を火箸ですいた。2日後の葬儀に賢治は宗旨の違いを理由に出席しなかった。出棺の際に路上に現れてともに棺を運び、火葬場（焼失していたため、野辺焼きであった）では棺が燃えつきるまで読経して、遺骨の一部を持参した缶に入れた。遺骨は翌年国柱会本部（当時は静岡県三保に所在）に分骨した。『春と修羅』における詩作品は、「無声慟哭」のあとは1923年6月3日の日付を持つ「風林」まで7か月飛んでいる。同年7月から8月にかけて、賢治は農学校生の就職斡旋の目的で樺太に旅行するが、一方でこの旅行でトシの魂との「交信」を求め、その心理を綴った詩を残した（「青森挽歌」「津軽海峡」「宗谷挽歌」「オホーツク挽歌」「噴火湾（ノクターン）」）。天沢退二郎は、『春と修羅』における「とし子」の存在は「恋と病熱」において「暗示・予告されて、以後『永訣の朝』に至るまで、決して詩句の水準に現れてこないこの病熱に燃されている妹の存在を各詩篇各詩句の背後に隠しつつ、隠すことによって示しつづけている」と指摘している。

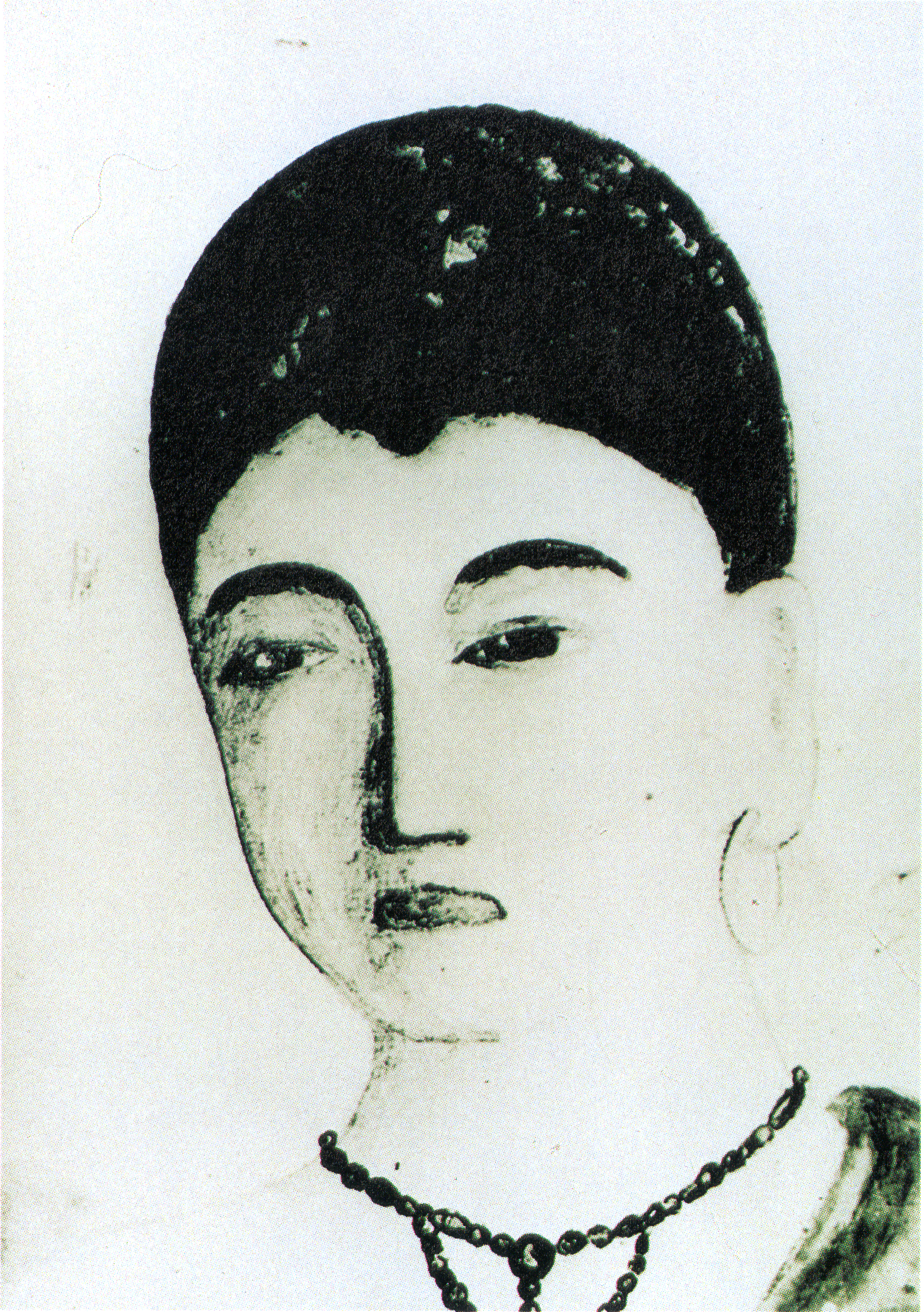
賢治作の水彩画
「菩薩像」

山根知子は、トシの生前には既存の特定宗教に帰属する信仰が強かった賢治が、トシの死後に執筆したとされる著作（『銀河鉄道の夜』や「農民芸術概論綱要」）や手紙では、「宗教の根底で通じ合う価値観」や「宇宙意志」といった、トシが成瀬仁蔵やモーリス・メーテルリンク（『自省録』に著書からの引用がある）を通じて形成した宗教観・死生観に接近したとしている。また、童話集『注文の多い料理店』の広告チラシにおける「テパーンタール砂漠」というタゴールの詩「新月」からの引用などの賢治のタゴールへの関心に、トシが直接タゴールと接した体験が反映している可能性も指摘している。
賢治の残した「菩薩像」と呼ばれる水彩画（原画は戦災により焼失）は、トシの肖像写真と似た顔立ちを持つと指摘されている。

## 自省録
前記の通り、花巻高等女学校教員となる前に自分の来歴を振り返った自省録を作成した。その原本は妹・クニの遺族が保管していたが、トシの死去から100年あまりが経過した2023年1月に、花巻市に譲渡されたことが明らかになった（取得額は30万円）。花巻市では運営する宮沢賢治記念館で保管し、展示についても検討を行うとしている。
今野勉の推測によれば、父の政次郎の許しで、教浄寺で下宿して盛岡高等農林学校の入学受験の学習に励んで集中していた賢治は妹トシの恋愛事件には知られておらず、合格後、その当時のスキャンダルに気づいた宮城県出身の級友の高橋秀松に賢治は葉書で「何にも無い、みんな（家族）何でもないそうな」と書いた。トシの看病と教師になって初めて自省録に気づくまでの時間がかかったらしく、自身を修羅化することに周囲への憂いと怒りを込めていた。
2024年に『「自省録（宮澤トシ）」宮澤賢治妹トシ　百年の贈り物』のタイトルで書籍化され、原文の写真版のほか現代語訳や解説が付されている。

## 宮沢トシを演じた俳優
- 水野真紀：わが心の銀河鉄道　宮沢賢治物語（1996年）
- 酒井美紀：宮澤賢治 その愛（1996年）
- 石橋杏奈：宮沢賢治の食卓（2017年）
- 石舘亜希子：愁いの王-宮澤賢治-（2019年-2022年）
- 鈴木絢音：舞台版銀河鉄道の父（2020年）[83][84]
- 林千浪／石原美沙紀：［Otona Project 第四十三弾］演劇ユニット【爆走おとな小学生】朗読劇『銀河鉄道のなかで』（2022年）*Wキャスト[85]
- 黒木華：ケンジトシ（2023年[86]。当初は2020年6月初演予定だったが[87]、新型コロナウイルスの感染拡大の影響により延期された[88]）
- 森七菜：映画版銀河鉄道の父（2023年[89]）
- 駒井蓮：舞台版銀河鉄道の父（2023年）